# Jet Ski
Jet Ski je tržno ime japonskega podjetja Kawasaki za majhne reaktivne čolne. Jet Ski je bil prvo uspešno plovilo te vrste v Ameriki, ko se je pojavil leta 1972. Termin Jet Ski se v praksi uporablja za vsa plovila te vrste.